# 서형수 (1957년)
서형수(徐炯洙, 1957년 4월 5일 ~ )는 한겨레신문 대표이사를 역임한 대한민국의 정치인이다.

## 학력
- 덕계국민학교
- 개운중학교
- 동래고등학교
- 서울대학교 법과대학 졸업

## 경력
- 1983 ~ 1987 롯데백화점 기획실 근무
- 1987 한겨레신문 입사
- 2007 한겨레신문 대표이사 사장
- 2008 희망제작소 소기업발전소장
- 2009.05 ~ 2010.03 제7대 경남도민일보 대표이사 사장
- 2011 풀뿌리사회적기업가학교 교장
- 2016.05 ~ 2020.05 제20대 국회의원 (경남 양산시 을, 더불어민주당, 초선)
  - 2016.06 ~ 2018.05 제20대 국회 전반기 환경노동위원회 위원
  - 2016.07 ~ 2017.07 제20대 국회 미래일자리 특별위원회 위원
  - 2016.06 ~ 2017.05 제20대 국회 전반기 예산결산특별위원회 위원
  - 2017.12 ~ 2018.05 제20대 국회 4차 산업혁명 특별위원회 위원
  - 2018.07 ~ 2020.05 제20대 국회 후반기 기획재정위원회 위원
  - 2018.10 ~ 2019.06 제20대 국회 4차 산업혁명 특별위원회 위원
- 2016.05 ~ 2020.05 더불어민주당 경상남도당 양산시 을 지역위원회 위원장
- 2017.05 ~ 2018.05 더불어민주당 원내부대표 (민생)
- 2020.01 ~ 2022.10 대통령직속 저출산고령화사회위원회 부위원장

## 역대 선거 결과
| 실시년도 | 선거   | 대수 | 직책     | 선거구         | 정당         | 득표수   | 득표율          | 순위 | 당락 | 비고 |
| -------- | ------ | ---- | -------- | -------------- | ------------ | -------- | --------------- | ---- | ---- | ---- |
| 2016년   | 총선   | 20대 | 국회의원 | 경남 양산시 을 | 더불어민주당 | 26,829표 | \| \| 40.33% \| | 1위  |      | 초선 |
|          | 40.33% |      |          |                |              |          |                 |      |      |      |

## 같이 보기
- 양산시 을
- 양산시의 국회의원

| 전임 김상희 | 제2대 저출산고령화사회위원회 부위원장 2020년 1월 13일 ~ 2022년 10월 13일 | 후임 나경원 |